# Agustín Íñiguez
Agustín García Íñiguez (ur. 3 maja 1985 w Bonete) – hiszpański piłkarz występujący na pozycji obrońcy w Esbjerg fB.